# Евил
Евил (фр. Euville) насеље је и општина у североисточној Француској у региону Лорена, у департману Меза која припада префектури Комерси.
По подацима из 2011. године у општини је живело 1713 становника, а густина насељености је износила 57,56 становника/km². Општина се простире на површини од 29,76 km². Налази се на средњој надморској висини од 232 метара (максималној 366 m, а минималној 226 m).

## Демографија
| 1962. | 1968. | 1975. | 1982. | 1990. | 1999. | 2011. |
| ----- | ----- | ----- | ----- | ----- | ----- | ----- |
| 1.291 | 1.407 | 1.423 | 1.423 | 1.437 | 1.420 | 1.713 |

График промене броја становника у току последњих година